# Dianthus diutinus
Dianthus diutinus är en nejlikväxtart som beskrevs av Schultes. Dianthus diutinus ingår i släktet nejlikor, och familjen nejlikväxter. Inga underarter finns listade i Catalogue of Life.